# Salawu
Salawu is een bestuurslaag in het regentschap Tasikmalaya van de provincie West-Java, Indonesië. Salawu telt 5046 inwoners (volkstelling 2010).